# معاهده سور

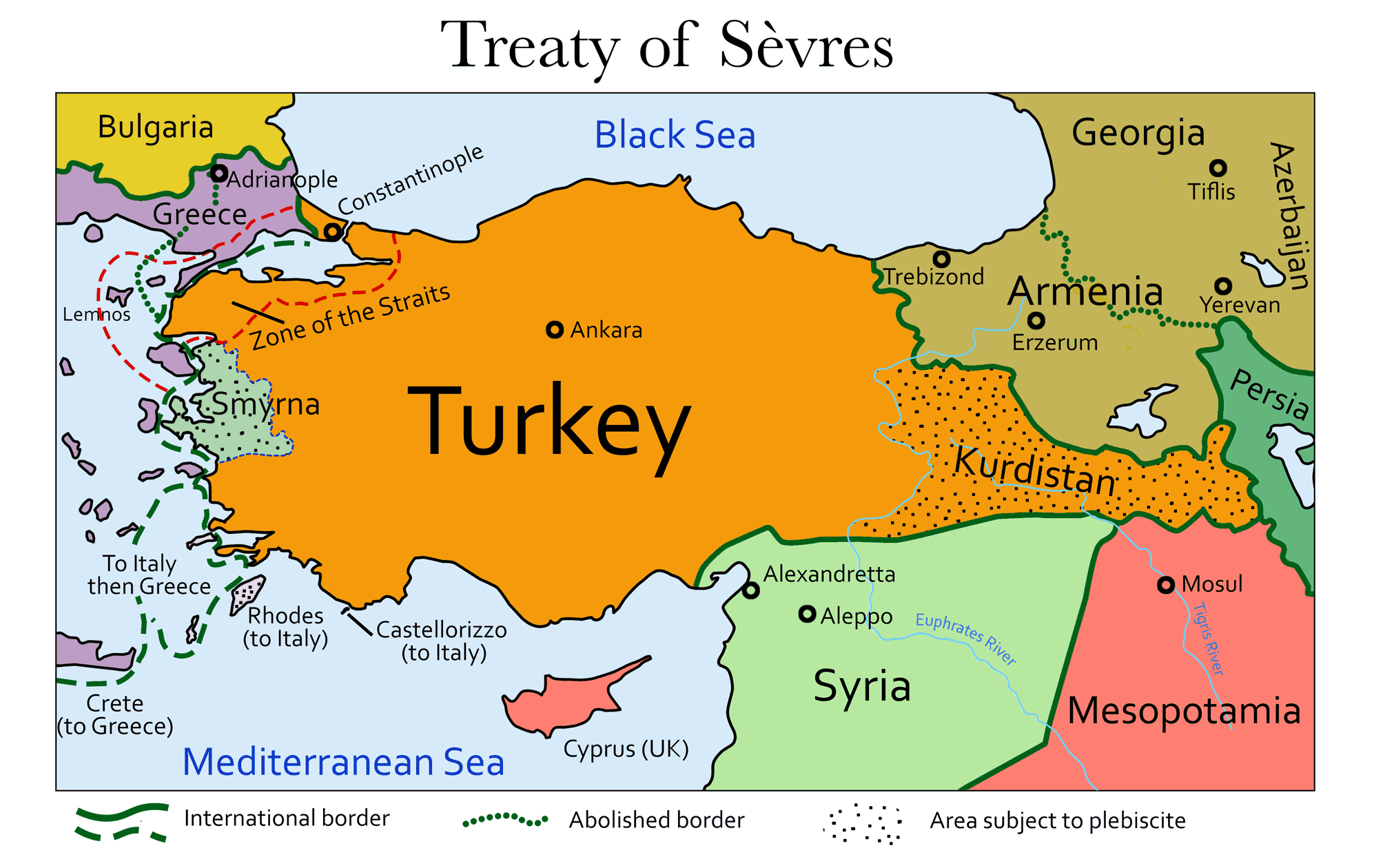
مرزهای ترکیه بر اساس معاهدۀ متحقق‌نشدۀ سور (۱۹۲۰) که پس از جنگ استقلال ترکیه لغو و با پیمان لوزان (۱۹۲۳) جایگزین شد.

معاهدهٔ سِور (به فرانسوی: Traité de Sèvres‎)، (به انگلیسی: Treaty of Sèvres) یا پیمان سِور، معاهده‌ای بود که در روز ۱۰ اوت سال ۱۹۲۰ میلادی بین امپراتوری عثمانی که در جنگ جهانی اول در کنار امپراتوری آلمان و امپراتوری اتریش-مجارستان وارد جنگ شده بود و میان نیروهای پیروز متفقین یعنی (روسیه، بریتانیا و فرانسه) امضا شد. در آن هنگام، بریتانیایی‌ها و فرانسوی‌ها تنگه‌های داردانل و بسفر و شهر استانبول را در تصرف خود داشتند. پیمان سور موجب ظهور جنبش ملی‌گرایی تُرک شد که به دنبال آن ملی‌گرایان تُرک و بخش اعظم نیروهای ارتش علیه سلطان محمد ششم دست به شورش زدند.
در اوت ۱۹۲۰ مفاد معاهده بدین صورت بود:
- کلیهٔ سرزمین‌های عرب‌نشین عثمانی از قلمرو آن جدا شدند؛
- استقلال پادشاهی حجاز به رسمیت شناخته شد؛
- پادشاهی ایتالیا در جنوب‌غربی آسیای صغیر به یک قلمرو نفوذ دست یافت. جزایر دودکانسا و رودس در دریای اژه به ایتالیا رسید و مابقی جزایر اژه نصیب پادشاهی یونان شدند؛
- تراکیهٔ شرقی و محدودهٔ اطراف ازمیر به یونان داده شد؛
- تنگه‌های بسفر و داردانل بین‌المللی شده و سرزمین‌های اطراف آن‌ها غیرنظامی اعلام شدند؛
- یک جمهوری مستقل ارمنی (ارمنستان ویلسون) در ناحیهٔ آناتولی شرقی ایجاد شد؛
- نواحی کُردنشین شمال موصل با شرط دریافت خودمختاری در قلمرو امپراتوری باقی ماند و حق آن برای ارجاع تقاضای استقلال به جامعهٔ ملل طی یک سال به رسمیت شناخته شد.

## انعقاد معاهدهٔ سور

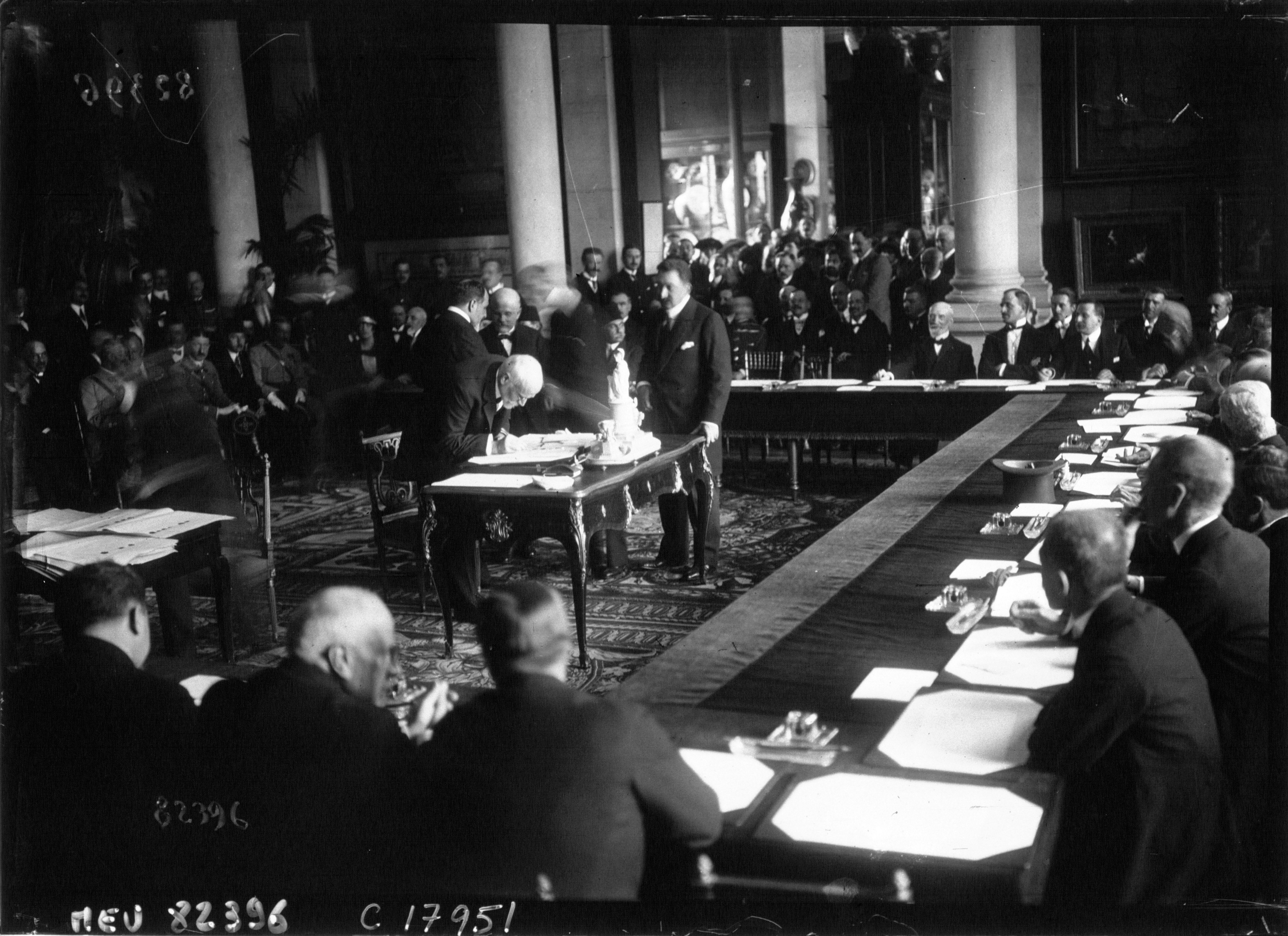
نخست‌وزیر یونان، الفتریوس ونیزلوس در حال امضاء معاهده سور

بر اساس توافق کنفرانس سانرمو متن نهایی قرارداد صلح با عثمانی در ۱۰ اوت ۱۹۲۰ میلادی بین عثمانی و متفقین در شهر سور فرانسه به امضاء رسید. امضاءکنندگان معاهدۀ سور عبارت بودند از نمایندگان کشورهای: بریتانیا، فرانسه، ژاپن، ارمنستان، دولت عثمانی، ایتالیا، بلژیک، یونان، لهستان، پرتغال، رومانی، پادشاهی حجاز، پادشاهی یوگسلاوی، چکسلواکی.
از سوی ارمنستان، آوتیس آهارونیان، معاهده سور را امضاء کرد و از سوی دولت عثمانی محمد هادی پاشا، (وزیر آموزش و پرورش)، شورای دولت، هالیس بَی و رضا بلوک‌باشی عهدنامۀ سور را به امضاء رساندند. ریاست جلسه بر عهده میلران نخست‌وزیر فرانسه بود.

## مفاد مرتبط به ارمنی‌ها در معاهدۀ سور

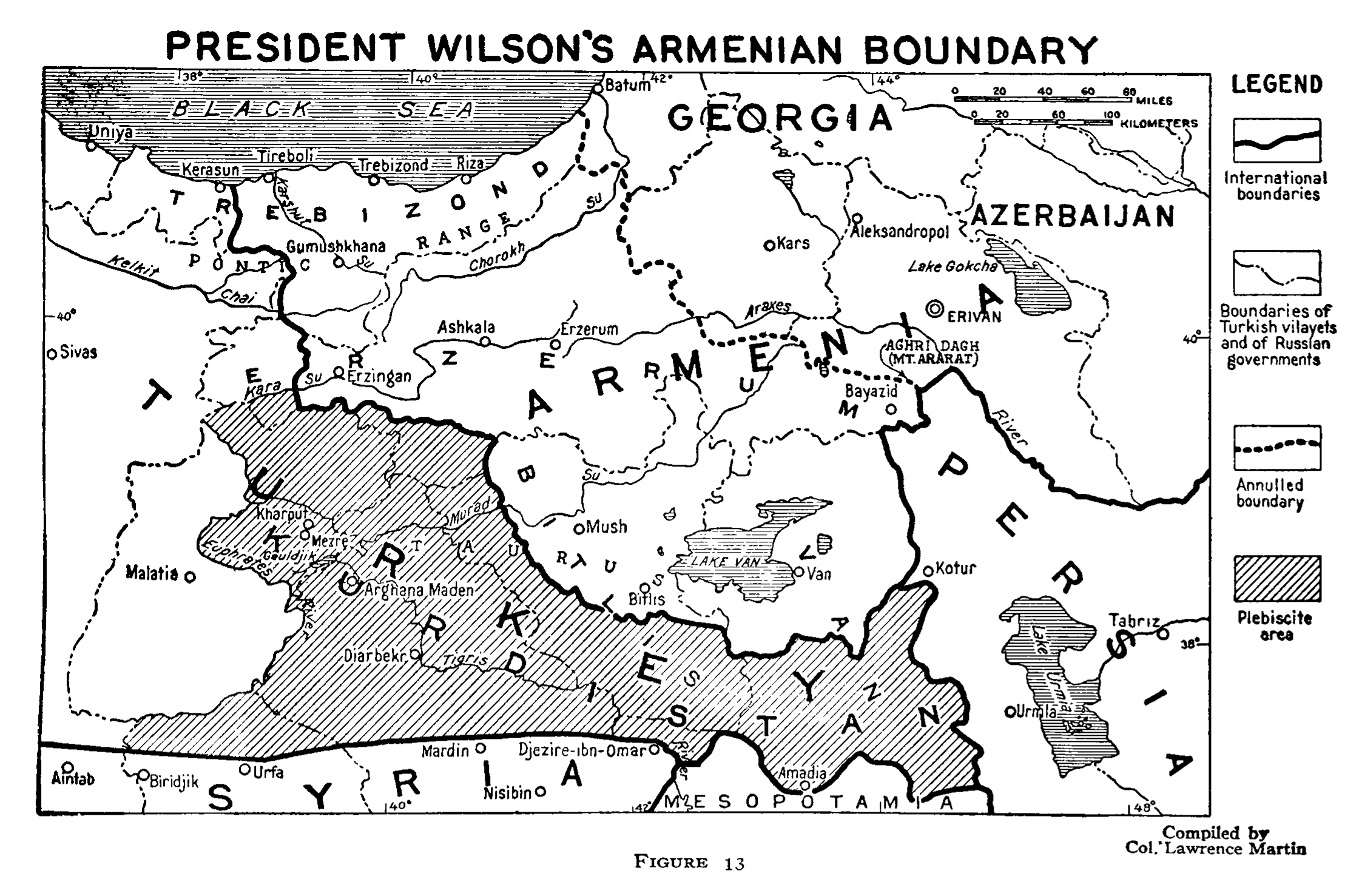
نقشه (تعیین شده در سال ۱۹۲۰)، از شرق ترکیه، نشان از موقعیت ترکیه و ارمنستان با توجه به تصمیم تعیین مرز توسط رئیس‌جمهور ویلسون در پیمان سرو

مفاد مرتبط به ارمنی‌ها در معاهدۀ سور عبارت بودند از مفاد ۸۸ تا ۹۲ که مفاد ۸۸ و ۸۹ دلالت بر تشکیل کشور مستقل ارمنی (ارمنستان ویلسون) دارد.
- ماده ۸۸: «دولت عثمانی یک کشور ارمنستان آزاد و مستقل را به رسمیت می‌شناسد و آن را رسماً اعلام می‌کند.»
- ماده ۸۹: «ترکیه و ارمنستان و همچنین سایر قدرت‌های امضاکنندهٔ قرارداد موافقت می‌کنند که مسئلهٔ تعیین مرزهای بین ترکیه و ارمنستان در ولایات ترابزون و ارزروم و وان و بیتلیس به حکمیت رئیس‌جمهور آمریکا گذاشته شود و تصمیمات او را در این مورد بپذیرند و نیز بر هر گونه مقرراتی که برای دست یافتن ارمنستان به دریا و برای غیرنظامی کردن سرزمین‌های عثمانی وصل به ارمنستان تصویب شود صحه بگذارند.»
- ماده ۹۰: «از هنگام تصویب این معاهده، دولت عثمانی تمامی شش ولایت ارمنی را تخلیه و از تمام حقوق خود چشم خواهد پوشید.»
- ماده ۹۱: «دولت عثمانی بی‌عدالتی در قوانین مربوط به اموال متروکۀ قربانیان (مصادره اموال ارمنی‌ها در ترکیه) در سال ۱۹۱۵ میلادی را قبول دارد و اقدام‌های لازم تکمیلی مربوط به آن را پذیرفته و آن قوانین را از گذشته تا آینده باطل و بی‌اعتبار دانسته‌است.»
- ماده ۹۲: «دولت عثمانی جدا متعهد شده که تا حد امکان استرداد خانه‌های کسانی که از ژانویۀ ۱۹۱۴ به زور و از ترس کشته شدن یا هر فشار دیگری از محل زندگی خود دور شدند و همچنین برگرداندن آنان بر سر مشاغل خود تسهیلاتی قائل شود. این دولت همچنین تعهد کرد تا تمام اموال منقول یا غیرمنقول افراد نامبرده تبعۀ تُرک یا عضو هر جمعیتی را که هستند خیلی زود به آن‌ها برگرداند. دولت عثمانی با انتصاب هیئت‌های داوری توسط شورای جامعۀ ملل در هر کجا که لازم باشد موافقت می‌کند. این هیئت‌ها باید تمام دعاوی مربوط به این بند را رسیدگی کرده و در مورد آن‌ها تصمیم بگیرند.»[۱]

## مناطق نفوذ خارجی

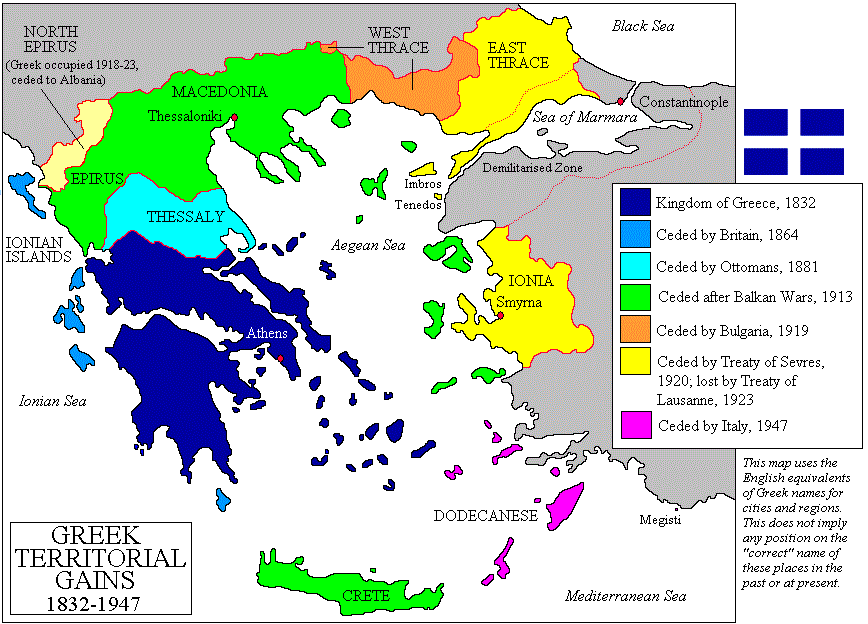

### فرانسه
فرانسه کل سوریه عثمانی و بخش جنوبی آناتولی شامل غازی عینتاب، شانلی‌اورفه، ماردین، کیلیکیه، آدانا، دیاربکر متعلق به فرانسه شده و مسیر منتهی به سیواس و توقات نیز تحت نظارت فرانسه باشد.

### یونان
دولت یونان، کنترل ازمیر (شهر سمورنا و نواحی اطراف آن) را از تاریخ ۲۱ مه ۱۹۱۹ به دست گرفت. به دنبال آن یک کشور تحت‌الحمایه در این ناحیه در تاریخ ۳۰ ژوئیه ۱۹۲۲ تأسیس شد که زیر نفوذ یونان اداره می‌شد.

### ایتالیا
ایتالیا به‌طور رسمی جزایر دودکانسا را در اختیار گرفت، که از زمان جنگ عثمانی و ایتالیا در سال ۱۹۱۱–۱۹۱۲ تحت اشغال ایتالیا بود. با وجود این‌که این به‌رسمیت‌شناسی، مغایر با معاهده اوچی بود، ولی در پی این قرارداد مالکیت ایتالیا بر این جزایر رسمیت یافت. مالکیت ایتالیا بر بخش بزرگی از جنوب غرب آناتولی تثبیت شد و بندر آنتالیا در اختیار ایتالیا قرار گرفت همچنین قونیه پایتخت سلجوقیان نیز تحت حاکمیت ایتالیا شد. نشست سه‌گانه شهر آنتالیا را متعلق به ایتالیا دانست که در پیمان ۱۹۱۵ در لندن نیز نوشته شد. ایتالیا تصمیم گرفت، بخشی از آنتالیا و نواحی آن را لیکیه بنامد و در محدودهٔ رسمی امپراتوری ایتالیا تعریف نماید.

## حکمیت توماس وودرو ویلسون

معاهدهٔ سِور که در دهم اوت ۱۹۲۰م به امضاء توماس وودرو ویلسون رسید (معروف به معاهدۀ ویلسون) تعیین مرز ارمنستان غربی

در ۲۵ و ۲۶ آوریل ۱۹۲۰ میلادی، شورای عالی متحدین و هم‌پیمانان آن متشکل از نمایندگان بریتانیای کبیر، فرانسه، ایتالیا و ژاپن تقاضاهای خود را از رئیس‌جمهور ایالات متحدهٔ آمریکا به شرح زیر مطرح کردند:
- اعطای اعتبارنامه به ارمنستان
- تعیین مرز بین ارمنستان و ترکیه با حکم داوری[۴]

با توجه به مفاد اعلامیۀ ویلسون در خصوص تحت‌الحمایگی کشورهای ناتوان و کوچک برای احراز شرایط استقلال فرانسه و انگلیس هم در سال ۱۹۱۹ میلادی تحت‌الحمایگی ارمنستان را به آمریکا دادند و بدین ترتیب کمیتۀ آمریکایی استقلال ارمنستان تحت ریاست ویلسون تشکیل شد.
مورد دوم همچنین از سوی رئیس کمیسیون صلح، نخست‌وزیر و وزیر امور خارجهٔ فرانسه، آلکساندر میلران، در ۲۷ آوریل ۱۹۲۰ میلادی، به ثبت رسید. این تقاضا رسماً به منزلهٔ مادهٔ ۸۹ در معاهدهٔ سور گنجانده و از طرف ارمنستان، ترکیه و حدود بیست کشوری که معاهده را امضا کردند تسلیم رئیس‌جمهور ایالات متحده آمریکا شد. رئیس‌جمهور ایالات متحده، وزارت امور خارجه، وزارت دفاع، هیئت دولت و گروه مربوط، به رهبری پروفسور وسترمن، حکم داوری را صادر کردند.
قسمت بزرگ ولایت وان و ارزروم و بتلیس (که ارمنی‌ها تا سال ۱۹۱۴ میلادی جمعیت مطلق آن را تشکیل می‌دادند)، و قسمتی از ترابزون برای تأمین دستیابی دولت ارمنستان به دریا را صادر کرد. به این ترتیب، جزء اراضی ارمنستان شرقی که ۷۱/۳۳۰ کیلومتر مربع وسعت داشت، ارمنستان غربی دارای بیش از ۹۰/۰۰۰ کیلومتر مربع و جمعاً دارای ۱۶۱/۳۷۰ کیلومتر مربع مساحت می‌شد.

## مسئله نسل‌کشی ارمنی‌ها در معاهده سور

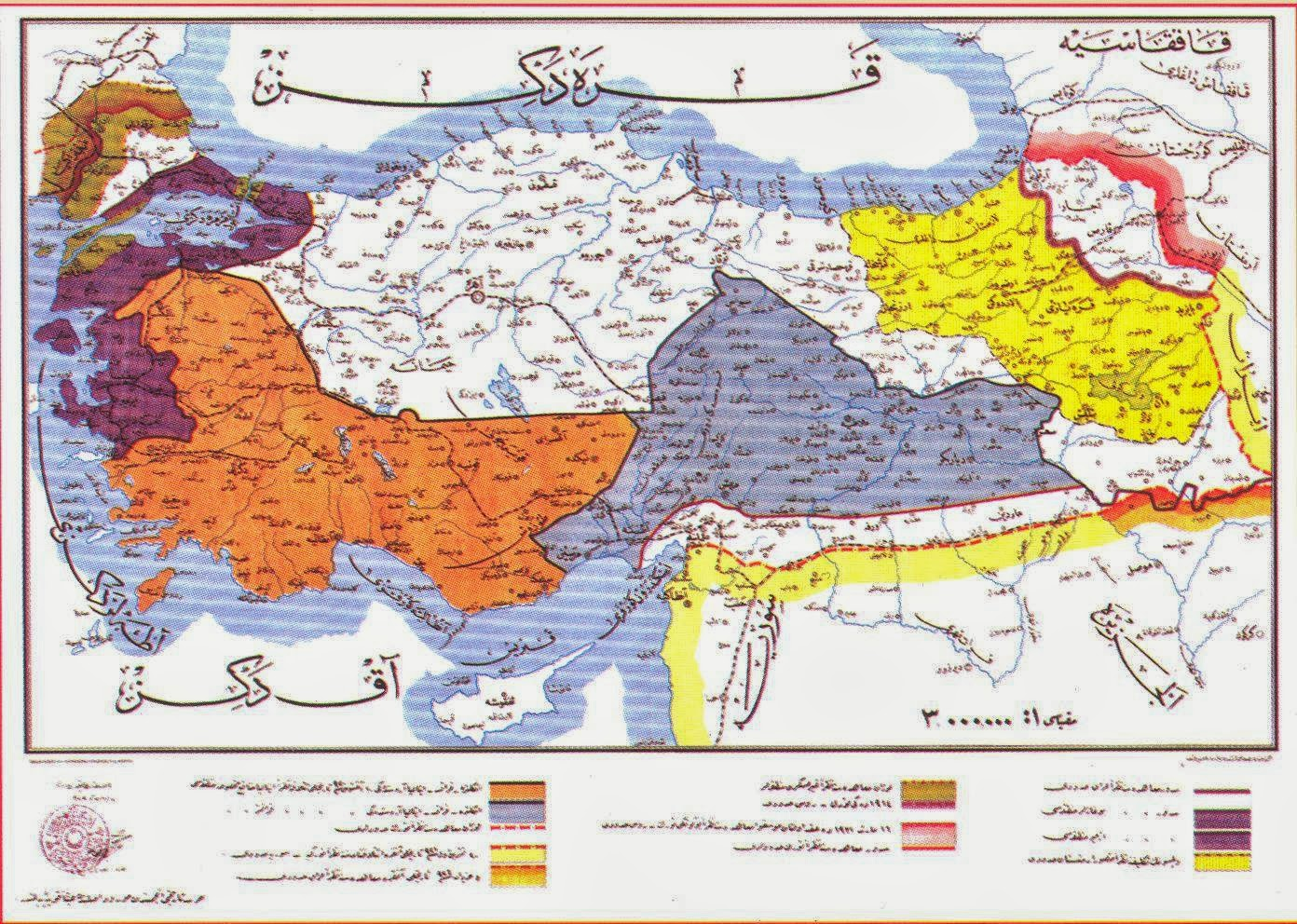
نقشۀ مربوط به سال ۱۹۲۷ میلادی تهیه‌شده توسط مجلس ملی کبیر ترکیه

- ماده ۲۲۶: «دولت عثمانی رضایت خود را برای اعلام جرم در دادگاه‌های نظامی متفقین علیه افرادی که اعمالی بر ضد قوانین و عرف جنگ‌های بین‌المللی مرتکب شده بودند، اعلام کرد و براساس قوانین موجود کیفری، که از سوی این دولت‌ها برای متهمان در نظر گرفته شده بود، خود را به اجرای این تصمیم‌ها ملزم دانست. این قانون سوای دادگاه‌ها یا پرونده‌های جزایی بود که عثمانی یا متفقین اعلام کرده بودند.»

براین اساس دولت عثمانی متعهد شد متهمان درخواستی و اشخاصی را که برخلاف عرف و قوانین موجود عمل کرده بودند به متفقین یا یکی از نمایندگان آن‌ها، بدون در نظر گرفتن مقام نظامی یا دولتی‌ای که در حکومت عثمانی داشته‌اند و فقط براساس اسامی درخواستی، تحویل دهد.
- ماده ۲۲۸: «دولت عثمانی متعهد شد تمامی اطلاعات و اسناد موجود و مورد نیاز را برای بررسی پرونده‌ها و اتهام‌های مورد مطالعه در اختیار متفقین قرار دهد و در پیگیری پرونده‌ها و دستگیری متهمان نیز با آن‌ها همکاری کند.»
- ماده ۲۳۰: «دولت عثمانی متعهد شد تمامی افرادی را که از تاریخ اول اوت ۱۹۱۴ میلادی در تمامی مناطق دولت عثمانی در خصوص مسئلۀ قتل‌عام‌ها مورد اتهام بوده یا دخالتی در این امور داشته‌اند به متفقین تسلیم کند. به دولت‌های متفق اجازه داده شد که در دادگاه‌های خود، متهمان را دادگاهی کنند و نوع دادگاه را به دولت عثمانی اعلام دارند و دولت عثمانی نیز ملزم شد این دادگاه‌ها را به رسمیت بشناسد؛ همچنین اگر از سوی جامعۀ ملل نیز دادگاهی موقتی یا هیئتی برای پیگیری وضعیت متهمان قتل‌عام‌ها تشکیل شد، دولت‌های متفق اجازه داشتند که مسئولیت بررسی پروندۀ آن‌ها را به این دادگاه‌ها یا هیئت‌ها واگذار کنند و دولت عثمانی نیز ملزم به رسمیت شناختن این مرجع بود.»[۷]

## اعتبار حقوقی معاهدهٔ سور
اما بعدها مشخص شد که همهٔ این وعده‌ها سخنانی بیش نبودند. بعدها وینستون چرچیل روحیهٔ عمومی آن دوران و درماندگی‌های حیرت‌انگیزِ پیامد آن را چنین توصیف کرد:
«به نظر می‌رسید اکنون زمان آن رسیده که ارمنیان عدالت و حق حیات در صلح و آرامش را در کانون نژادی خود بیابند. کسانی که فرمان‌روایان ظالم و دژخیمان آنان بودند با جنگ یا انقلاب از پا درآمده بودند. قدرت‌های بزرگ فاتح متحد آنان بودند و بنا بود اجرای عدالت را تأمین کنند. به راستی غیرقابل درک به نظر می‌رسید که پنج قدرت بزرگ متفقین قادر به اعمال خود نباشند و با این اوصاف چنین هم شد، زیرا وقتی که دول فاتح در کنفرانس پاریس به مسئلهٔ ارمنستان رسیدند وحدت و اتفاق نظرشان به هم خورد، لشکریانشان مرخص شده و اسلحه را بر زمین گذاشته بودند و تصمیماتشان دیگر وزن و اعتباری نداشت و همهٔ حرف‌ها توخالی بودند.»
به اعتقاد حقوق‌دانان معاهدهٔ سِور این پیمان برای ارامنه و ارمنستان دارای اهمیت تاریخی می‌باشد. نخست آنکه پس از استقلال جمهوری ارمنستان در سال ۱۹۱۸ میلادی، برای اولین بار، دولت ترکیه، جمهوری ارمنستان را به رسمیت شناخت.
اهمیت این موضوع بیشتر در این است که سه سال قبل از استقلال جمهوری ارمنستان، ترکیه به قصد امحای کامل ارمنیان در ۱۹۱۵ میلادی دست به نسل‌کشی ارمنی‌ها زده بود.
در سال ۱۹۲۱ طی عهدنامه‌های پیمان مسکو (۱۹۲۱) و عهدنامه قارص موارد مرزی بین ترکیه و جمهوری‌های قفقاز و اتجاد جماهیر شوروی تثبیت شد و به این ترتیب بحث مرزی مطروحه در قرار داد سور پایان یافت.